# (2486) Metsähovi
(2486) Metsähovi es un asteroide perteneciente al cinturón de asteroides, descubierto el 22 de marzo de 1939 por Yrjö Väisälä desde el Observatorio de Iso-Heikkilä, en Turku, Finlandia.

## Designación y nombre
Designado provisionalmente como 1939 FY. Fue nombrado Metsähovi en homenaje al Radiobservatorio de Metsähovi.